# Lucia Morselli
Lucia Morselli (Modena, 9 luglio 1956) è una dirigente d'azienda italiana.

## Biografia

### Istruzione
Dopo essersi diplomata nel 1975 con il massimo dei voti, Lucia Morselli ha frequentato la facoltà di matematica dell'Università di Pisa, laureandosi nel 1979, anche in questo caso con il massimo dei voti e la lode.
Prosegue la sua istruzione conseguendo un master in business administration (MBA) presso l'Università degli Studi di Torino nel 1982 e, dopo molti anni di lavoro e con una carriera ormai avviata, un master in European Public Administration presso l'Università commerciale Luigi Bocconi nel 1998.

### Carriera
Dopo aver conseguito il sopraccitato MBA, nel 1982 Morselli iniziò la sua carriera in Olivetti S.p.A come assistente del direttore finanziario. Terminata l'esperienza in Olivetti nel 1985, passerà prima ad Accenture, nel periodo 1985-1990, e poi a Finmeccanica, dove ricoprirà il ruolo di direttore finanziario nel dipartimento Aircraft Division fino al 1995. Proprio in quest'ultimo anno ottiene il suo primo incarico da amministratore delegato, con la nomina a CEO del gruppo Telepiù, carica che manterrà fino al 1998 per poi passare alla concorrenza, ossia a Stream S.p.A. Per citare alcune delle sue azioni che la resero nota al grande pubblico, fu lei che, a Stream, concordò con Mediaset la diretta ventiquattr'ore su ventiquattro del Grande Fratello, e fu sempre lei che, nel 2001, portò agli abbonati Stream, anticipando di gran lunga i tempi, il servizio di home banking, il primo legato alla televisione digitale interattiva, tramite TV Banking. Sarà poi sempre lei, nel 2003, a guidare la fusione di Telepiù e Stream, che di fatto fu un'acquisizione di Telepiù da parte della News Corporation di Rupert Murdoch, già proprietaria di Stream, con la creazione della piattaforma Sky Italia.
Dopo aver lasciato il ramo televisivo, passerà da un incarico di amministratore delegato all'altro (tra cui Tecnosistemi S.p.A, Bioera S.p.A e altri) per poi approdare all'industria pesante nel 2013, quando viene nominata CEO di Berco S.p.A, azienda italiana facente parte del gruppo siderurgico tedesco ThyssenKrupp AG, che la chiama per rimettere a posto i conti. La dirigente modenese balzerà agli onori delle cronache in particolare nel luglio 2014, con la nomina ad amministratore delegato di Acciaierie di Terni S.p.A, un'altra azienda facente parte del gruppo Thyssen, all'epoca in un periodo estremamente difficile. Contro il suo piano di tagli, che doveva inizialmente riguardare 400 persone, scese poi a 290 e incentivate, e il progetto di chiudere uno dei due forni a caldo delle acciaierie, scesero in piazza a Terni oltre trentamila persone, con lavoratori provenienti da tutta Italia a sostegno degli operai ternani, i quali organizzarono uno sciopero di 36 giorni, il più lungo nella storia della fabbrica dal dopoguerra. Dopo diversi incontri presso il ministero dello sviluppo economico e il Senato e diverse manifestazioni, dal clima decisamente teso, sia a Roma che a Terni, l'accordo per le acciaierie fu infine trovato. Sullo sciopero in questione venne fatto addirittura un film e leggenda vuole che, nascosta tra il pubblico presente alla prima proiezione del film, vi fosse anche Lucia Morselli. Con la nomea di "tagliatrice di teste", guadagnata dopo l'esperienza alla Berco (per risanare la quale licenzia 438 persone su circa 2 500, vicenda su cui un operaio dell'azienda scrive un libro di cui la Morselli comprerà poi i diritti d'autore) e le vicende di Terni, ma anche di dirigente abile e di polso, seppur con un nutrito numero di detrattori, il 31 marzo 2016 lasciò le Acciaierie di Terni, con il 2016 che sarà il primo anno concluso in utile dall'azienda dopo otto anni, lasciando di fatto un'azienda in buona salute — meno le aziende dell'indotto — ma, soprattutto, quasi del tutto svincolata dal potere locale, dopo aver scardinato tutti gli appalti che erano in odore di legame con la politica.
Nel 2016 viene quindi messa a capo della cordata AcciaItalia, formata dal gruppo siderurgico indiano Jindal, da Cassa Depositi e Prestiti, dal gruppo siderurgico italiano Arvedi e dal gruppo Luxottica (della cui capogruppo, EssilorLuxottica S.A., è anche consigliere di amministrazione), per cercare di vincere la gara indetta dallo Stato italiano per la riassegnazione del gruppo Ilva. Tale gara fu però vinta dalla cordata Am Investco, formata dai gruppi ArcelorMittal e Marcegaglia e dall'istituto bancario Intesa Sanpaolo, che fu appunto scelta per avviare le trattative di acquisizione e che, nel novembre 2018, divenne ufficialmente proprietaria del gruppo, che prese poi il nome di ArcelorMittal Italia e, a seguito dell'ingresso di Invitalia nel capitale azionario dell'azienda ad aprile 2021, quello di Acciaierie d'Italia.
Quando, sul finire del 2019, la situazione per ArcelorMittal Italia inizia a farsi difficile, soprattutto in relazione alle vicende dello stabilimento di Taranto, e quando si profila uno scontro con il governo italiano che, a detta di Arcelor Mittal, sarebbe venuto meno a quanto concordato circa la protezione legale dei dirigenti aziendali per quanto riguarda le misure da intraprendere nel corso della bonifica ambientale del sito tarantino, il cosiddetto "scudo legale", l'azienda chiama al suo comando proprio Lucia Morselli, ossia colei che era a stata a capo del suo maggior concorrente in fase di gara e che proprio in tale fase non aveva lesinato critiche nei suoi confronti. Nemmeno un mese dopo aver assunto l'incarico, Morselli comunica la decisione dell'azienda di rinunciare alla produzione di acciaio in Italia, con lo spegnimento degli altiforni tarantini, e di effettuare di fatto una cessione di ramo d'azienda, rescindendo il contratto di affitto, preliminare all'acquisto, del gruppo Ilva stipulato con il governo italiano. Tale annuncio, vista anche la perdita di migliaia di posti di lavoro che comporterebbe tale chiusura, dà inizio a una lunga battaglia tra azienda, sindacati e governo, con il lancio di vicendevoli accuse e richieste di indennizzi.
Nel febbraio 2024 con il passaggio di Acciaierie d'Italia S.p.A. alla procedura di amministrazione straordinaria, la Morselli cessa la carica da amministratore delegato del gruppo.
Nel 2003 è stata anche fondatrice della società di consulenza Franco Tatò & Partner. Oltre all'incarico in ArcelorMittal Italia, la Morselli, fa parte del consiglio di amministrazione di diverse altre aziende, tra cui: Snam S.p.A, Sisal S.p.A., Ital Brokers S.p.A, TIM S.p.A, Atlantia, oltre alla già citata EssilorLuxottica, ed è membro del Forum economico mondiale.